# Quantanthura brasiliensis
Quantanthura brasiliensis är en kräftdjursart som beskrevs av Brian Frederick Kensley och Koening 1979. Quantanthura brasiliensis ingår i släktet Quantanthura och familjen Anthuridae. Inga underarter finns listade i Catalogue of Life.